# Bandera de Bilbao (regata)
La Bandera de Bilbao es una competición anual de remo, concretamente de traineras, que se celebra en Bilbao (Vizcaya) desde 2007, organizada por el Club de Remo Deusto. Es 
La regata se disputa en la ría de Bilbao en el tramo comprendido entre la casa consistorial de Bilbao y la Universidad de Deusto. La regata se desarrolla por el sistema de contrarreloj. En categoría masculina se bogan cuatro largos y tres ciabogas lo que totaliza un recorrido de 3 millas náuticas que equivalen a 5556 metros, en categoría femenina se reman dos largos y una ciabogas lo que supone un recorrido de 1.5 millas náuticas que equivalen a 2778 metros. En ambos casos, el intervalo de salida entre traineras es de un minuto.
Esta prueba en categoría masculina es puntuable para la Liga ACT, excepto en el año 2012. No se disputó los años 2009, 2010 y 2013.
Desde el año 2016 se compite la modalidad femenina estando incluida entre las pruebas de la Liga ACT femenina, no habiéndose disputado entre los años 2017 y 2019.

## Categoría masculina

### Historial
| Edición | Año       | Ganador       | Segundo       | Tercero       |
| ------- | --------- | ------------- | ------------- | ------------- |
| I       | 2007      | Orio          | Hondarribia   | Zarautz       |
| II      | 2008      | Castro        | Orio          | Urdaibai      |
|         | 2009-2010 | no disputadas | no disputadas | no disputadas |
| III     | 2011      | Kaiku         | San Juan      | Astillero     |
| IV      | 2012      | Hondarribia   | San Pedro     | Orio          |
|         | 2013      | no disputada  | no disputada  | no disputada  |
| V       | 2014      | Hondarribia   | Urdaibai      | Orio          |
| VI      | 2015      | Hondarribia   | Urdaibai      | Orio          |
| VII     | 2016      | Hondarribia   | Kaiku         | Urdaibai      |
| VIII    | 2017      | Urdaibai      | Hondarribia   | Kaiku         |
| IX      | 2018      | Urdaibai      | Hondarribia   | Santurtzi     |
| X       | 2019      | Orio          | Santurtzi     | Zierbena      |
| XI      | 2020      | Urdaibai      | Santurtzi     | Orio          |
| XII     | 2021      | Hondarribia   | Zierbena      | Santurtzi     |
| XIII    | 2022      | Orio          | Donostiarra   | Hondarribia   |
| XIV     | 2023      | Hondarribia   | Zierbena      | Urdaibai      |
| XV      | 2024      | Zierbena      | Urdaibai      | Orio          |
| XVI     | 2025      | Orio          | Zierbena      | Donostiarra   |

### Palmarés
| Victorias | Club        | Años                              |
| --------- | ----------- | --------------------------------- |
| 6         | Hondarribia | 2012, 2014, 2015, 2016, 2021,2023 |
| 4         | Orio        | 2007, 2019, 2022,2025             |
| 3         | Urdaibai    | 2017, 2018, 2020                  |
| 1         | Castro      | 2008                              |
| 1         | Kaiku       | 2011                              |
| 1         | Zierbena    | 2024                              |

## Categoría femenina

### Historial
| Edición | Año       | Ganadora                | Segunda       | Tercera       |
| ------- | --------- | ----------------------- | ------------- | ------------- |
| I       | 2016      | San Juan                | Hibaika       | Cabo da Cruz  |
|         | 2017-2019 | no disputadas           | no disputadas | no disputadas |
| II      | 2020      | Orio                    | Donostiarra   | Hondarribia   |
| III     | 2021      | Donostia Arraun Lagunak | Orio          | Donostiarra   |
| IV      | 2022      | Donostia Arraun Lagunak | Orio          | Donostiarra   |
| V       | 2023      | Donostia Arraun Lagunak | Donostiarra   | Orio          |
| VI      | 2024      | Donostia Arraun Lagunak | Donostiarra   | Hondarribia   |
| VII     | 2025      | Donostia Arraun Lagunak | Orio          | Zumaia        |

### Palmarés
| Victorias | Club                    | Años                     |
| --------- | ----------------------- | ------------------------ |
| 5         | Donostia Arraun Lagunak | 2021,2022,2023,2024,2025 |
| 1         | San Juan                | 2016                     |
| 1         | Orio                    | 2020                     |